# Борисав Станковић
Борисав Станковић (Врање, 31. март 1876 — Београд, 22. октобар 1927) био је српски књижевник. Највише се истакао као приповедач, романсијер и драматичар. Иако се већина његових дела везује за реализам, поједини елементи указују на присуство натуралистичких црта. Новија критика сврстава га у зачетнике модерне српске књижевности. Његови романи и приповетке осликавају живот људи са југа Србије. Припада групи приповедача који су се појавили на прелазу у 20. век (Иви Ћипику, Петру Кочићу, Милутину Ускоковићу и другима). Сматра се једним од најзначајнијих српских књижевника.
Правни факултет у Београду завршио је 1902. Државни службеник је постао 1904. као цариник, затим порезник и чиновник Министарства просвете. Стварао је у време када се млађа генерација књижевника више оријентисала према западњачким узорима, док је он остао привржен реалистичким традицијама, са симпатијом за патријархални свет старе јужне Србије. Описујући трагичне личности, јунаке који пропадају као поетичне жртве љубави, дао је упечатљиву слику завичајног Врања, раслојавање и дегенерацију старих трговачких породица, продирање сеоског елемента у град. Био је сликар страсних сукоба и носталгије за младошћу, а проза му је надахнута осећајем фатализма и источњачке чулности. Поред приповедака и романа писао је и драмска дела.
Своју најпознатију драму Коштана објавио је 1902, где је први пут у књижевном делу користио врањски говор (призренско-тимочки дијалект), што је изазвало изразите књижевне критике. Једног од најпознатијих српских романа, Нечисту крв, објавио је 1910. Годину дана касније постао је председник Удружења књижевника Србије. За време Првог светског рата бива заробљен и транспортован у логор Дервента, где је написао приповетку Луди Риста. Уз помоћ пријатеља, пребачен је из Дервенте за Београд, где је радио као новинар. Након рата је радио у Министарству просвете Краљевине Срба, Хрвата и Словенаца. Умро је 1927. у Београду.
За свој рад и допринос српској књижевности уврштен је у антологијску књигу 100 најзнаменитијих Срба. У његову част се у Врању сваке године приређује манифестација Борина недеља, као и Борини позоришни дани.

## Биографија

### Младост
Био је прво мушко дете оца Стојана и мајке Васке, рођен 31. марта 1876. у Врању, иако се подаци о тачном датуму рођења разликују. Његов отац, Стојан, радио је као обућар, а мајка је била ћерка богатог врањског трговца по имену Риста Грк. Деда по оцу, Илија, који је дошао са села, био је обућар у Врању, ожењен Златом, из некад угледне куће Јовчића. После Илијине смрти, Злата се преудала, али јој је други муж, трговац, убрзо умро. Од наслеђа је подигла кућу и дала сина на очев занат. Стојан, обућар у Горњој махали, био је и чувени певач.
Борисаву је било пет година када му је умро отац, 21. септембра 1881, а када је имао седам, преминула је и његова мајка, Васка, 1. марта 1883. Имао је млађег брата Тимотија који је умро у другој години. Бригу о Борисаву преузела је његова баба Злата. Злата је потицала из старе и угледне, али осиромашене врањанске породице и често му је причала о „старом” Врању. Како су били сиромашни, баба Злата је ткањем, препродајом старих ствари, плетењем и осталим пословима успевала да обезбеди себи и свом унуку нормалан живот. Први и почетни дани били су испуњени сиромаштвом, на све то надовезивало се и одсуство оба родитеља, које је његов живот чинило још тежим. О свом детињству, каснији писац имао је потребу да говори, и у неким од својих приповедака (Увела ружа, На онај свет, Тетка Злата). Остао је да живи са Златом, а њен брат Јовча је такође бринуо о Бори и његовом развоју.

### Школовање
Школске 1883/84. уписан је у први разред основне школе и свих пет разреда завршио је као солидан ученик. Године 1888/89. уписује се у први разред Врањске ниже гимназије. Године 1892/93. уписује се у пети разред више Врањске гимназије и завршава је две године касније. Станковић је имао прилике да буде ученик професорима попут: Илије Вукићевића, Драже Павловића, Миливоја Симића и других, који су знатно утицали на њега. Миливоје Симић био је директор школе, који је Борисаву Станковићу и новчано помагао, саветовао га и храбрио да настави са школовањем, јер је Станковићу због тешких материјалних прилика разматрао да одустане.
Станковић је почео да пише песме још у гимназији, песме пуне песимизма, без успеха. Убрзо је оставио писање песама, али је наставио много да чита. Оно што је као гимназијалац осетио, видео, чуо, то ће постати његов капитал за читав живот и уметничко стварање. Крајем августа 1895. постаје ученик осмог разреда Нишке више гимназије, где се среће са професором Миливојем Башићем, који преузима очинску улогу Миливоја Симића, иако ће га Симић пратити до краја живота. У Нишкој гимназији матурира. Сомборски голуб објављује песме Жеља и Мајка на гробу свога јединца, са потписом Борко.

### Прелазак у Београд
Почетком фебруара 1896, његова баба Злата умире. О њој је написао следеће:
| „                    | Дакле, умрла је! Дође и тај час... Она, она! Последња душа која постојаше за ме. Последњи кутак мога стана, последњи огранак моје родбине, баба моја, умрла је! Ни оца, ни мајке, ни брата, ни сестре, нигде никога. Сем ње. А она ме је од 'мрву мрвку' очувала. Ње нема више. | ” |
| — На онај свет, 1896 | |   |

Исте године, уписује се на Правни факултет у Београду, економски одсек. У Бранковом колу излази песма Почуј песму 1896. На другој години студија почео је да пише прозу и 1898. да штампа прве приче. Због финансијских потешкоћа, продаје кућу локалном свештенику. Почетне и касније радове студената прихватио је Андра Гавриловић, који је допринео да се Станковићева дела пронађу у збирци Из старог јеванђеља (Ђурђев дан, Прва суза, У ноћи, Станоје, и Увела ружа). Станковић се запослио као практикант Државне штампарије 1897. где је радио три године, док није постао практикант министарства просвете. Убрзо затим прелази у Народно позориште где остаје све до маја 1901. Првог јуна је заувек напустио Врање.
Године 1900, издаје, у часопису Звезда, трећи чин дела Коштана, које је по његовим речима „позоришна игра у четири чина”. Цела драма штампана је у Српском књижевном гласнику 1902, иако је Станковић више пута преправљао све до коначне верзије 1904.
Деветог маја 1901, постављен је за практиканта министарства иностраних дела, где остаје две године. Године 1902. објављује неколико дела: Стари дани, Божји људи, Коштана. Исте године се жени с Ангелином. Од јула 1903. до јула 1904. био је запослен као писар пореске управе, да би отишао и у Париз на специјализацију, за шта је добио стипендију. Затражио је да остане још годину дана у Паризу, што му није одобрено, због чега је упутио јавно писмо Николи Пашићу. По повратку у Београд, подноси оставку, има неприлике у служби и придружује се књижевницима који су се, из сличних разлога, осећали „сувишним у Србији”. Радоје Домановић то замера Станковићу и увлачи га у полемику. У божићњем броју Правде објављује приповетку Риста бојаџија, прву са наднасловом Из мога краја. Све до 1913, он остаје на дужности чиновника министарства финансија Краљевине Србије.

### У ратним периодима
У јануару 1903. добио је прво дете, ћерку Десанку, а годину и по дана касније и другу ћерку, Станку. Летопис није прихватио Станковићеву понуду и писац сам одлучује да објави свој најпознатији роман, Нечиста крв. Један део романа већ је био одштампан када се обратио Одбору Коларчеве задужбине за помоћ, прилажући готове табаке „како би се могла проверити вредност дела”. Помоћ није добио и даје „књижевни оглас” за Нечисту крв. Српски књижевни гласник објављује први чин, а Политика одломак другог чина Ташане. У јануару 1913. постављен је за референта црквеног одељења министарства просвете, где га затиче и рат, а добија и треће дете, по имену Ружица.
Поштеђен „војништва и учешћа у ратним напорима”, налази се једно време у Врању, а затим долази у Ниш, где је влада прешла са читавом државном администрацијом. Као референт Црквеног одељења, одређен је да службено прати вод који, у повлачењу, преноси мошти краља Стефана Првовенчаног, из манастира Студенице према Пећи. Године 1915. оставља породицу у Краљеву. У Пећи напушта војску, која је кренула преко Албаније и одлази у Подгорицу, а затим на Цетиње. После капитулације Црне Горе пошао је преко Босне за Београд, али је на путу заробљен и „као полуинтернирани” задржан је у логору Дервента. Овде је написао скицу Луди Риста из циклуса Божји људи. Захваљујући Кости Херману, некадашњем уреднику сарајевске Наде, тада заменику војног управника за окупирану Србију, Станковић се, поштеђен интернације, вратио у Београд. Почиње да пише за окупаторске Београдске новине, о ратним сећањима људи који су радили за окупаторе, како би прехранио породицу. Сарађивао је од 1916. до завршетка рата.
У Загребу излази Нечиста крв 1917, док је збирка новела под насловом Врела крв објављена у Сарајеву. Следеће године, Нечиста крв излази у Женеви, као издање Библиотеке југословенске књижевности. У календару ЦМК, главне војне управе у Србији, објављује приповетку Црвени крст. Остао је на истој дужности референта и у новом министарству вера Краљевине СХС.

### Послератни живот и смрт
Године 1919. објављује успомене Под окупацијом у листу Дан. Годину дана касније, постаје чиновник Министарства просвете у Уметничком одељењу, а затим за администратора инспектора министарства. Године 1921. објављује приповетку Његова Белка, а следеће године, Новости објављују у наставцима Станковићеве успомене Под окупацијом и Забушанти. У априлу 1924. слави тридесетогодишњицу књижевног стваралаштва и његова драма Коштана се опет штампа и игра. Исте године објављује и своју последњу приповетку Моји земљаци. Следеће године, од врањске општине добија плац на ком зида кућу.
Све више се повлачи из књижевности и јавног живота, што због болести, уремије, што због константних напада на његову личност у штампи. Радо се дружи са глумцима Народног позоришта, посебно Чича-Илијом Станојевићем. Преминуо је у својој кући на Дорћолу, 21. октобра 1927. Сахрањен је два дана касније на Новом гробљу у Београду. Од 1928. до 1930. штампају се његова дела у редакцији Драгутина Костића, све оно што је написао током живота.

### Личност
Радоје Домановић га у једном писму критикује и говори му да се не жали јер је знао које звање је одабрао и какве проблеме оно носи, већ да се бори, као што су се борили Пушкин и Достојевски.
О личности познатог писца се јако мало зна. У једном интервјуу, његова унука Зорка је рекла:
| „                                                       | Мислим да је имао плаве очи, тако га се сећам из прича. Био је строг, јер је имао три ћерке и онда је тај начин васпитања настављен тако да чак ни моја мајка није причала тако неке ствари које би биле занимљиве па да од тога правимо причу. Чула сам да би пре него оде да пише имао обичај да у разговору са укућанима само протрља руке и каже „одох“, и онда оде у своју собу. Да ли је то био знак да је осетио потребу да нешто напише, то је врло вероватно. Знало се једино да му је потребна кафа у соби у којој је радио, а све остале приче људи измишљају. Мислим да воле да измишљају, јер би сви волели да више знамо. | ” |
| — Зора Живадиновић Давидовић, унука Борисава Станковића | |   |

## Заоставштина
Литерарни опус Боре Станковића има изузетну важност за идентитет становника Врања. Они га често називају „наш Бора”, кућне библиотеке обично садрже његова сабрана дела, а према савременим и слободнијим тумачењима његовог стваралаштва односе се са посебном пажњом. Многе значајне установе у граду носе његово име или имена ликова из његових дела – од гимназије основане 1881. године (која од 1959. има пишчево име), преко Позоришта и Градске библиотеке, до Књижевне заједнице која, почевши од 1992, додељује „Борину награду” за најбољу књигу прозе објављену у току године на српском језику. Исто тако, називе инспирисане његовим романима и причама носе и Фабрика обуће „Коштана” и посластичара у самом центру града.
Сваке године у част Боре Станковића одржава се „Борина недеља” – традиција покренута 1967. године, а од 1976. почиње 23. марта, на дан пишчевог рођења. Поред ње, организују се и „Борини позоришни дани” и друге културне манифестације, све под симболом његовог лика и дела. Споменик Бори Станковићу постављен је у градском парку 1954, а 1964. године општина је откупила његову кућу од дотадашњих власника. Од 1967. његова кућа функционише као музеј-кућа, доступна свима који желе да се упознају са животом и стваралаштвом овог писца. Управо увођењем „Борине недеље” значајно је ојачан локални идентитет Врања, јер је та манифестација допринела да се Бора Станковић трајно укорени у свест града и постане неизоставан симбол културне баштине.
За свој рад и допринос српској књижевности, уврштен је у антологијску књигу 100 најзнаменитијих Срба.

## Књижевно дело
О утицају историје Врања на његово књижевно стваралаштво писала је Златановић Сања и истакла да је прошлост Врања, града на раскрсници важних путева и културних додира, у многим изворима је описана као испуњена бурним догађајима. До 1878. године, Врање је било под влашћу Османског царства, када је положај града привлачио вишу отоманску класу да се у њему настани. У то време су изграђене многобројне џамије, конаци и хамами. Трговци у Врању су трговали преког границе, сарађивали са отоманским властима и говорили турски и арапски језик. Након ослобођења Врања 1878, муслимани се масовно исељавају, а џамије и друге турске грађевине су углавном разорене. У судару старих и нових вредности, угледне градске трговачке породице су пропадале. Бора Станковић је у својим делима описао тај период, од 1878. до 1910, са свим контрастима старог и новог, са заменом старог живота новим.
Станковић је ретко посећивао Врање и да није познато да је икада посетио иједно село у околини. Није најбоље познавао неке чињенице, као на пример, географски положај насеља и објеката у самом граду или обичаје који су постојали. Ипак, он је био везан за Врање снажним емоцијама и готово сва његова дела су везана за Врање и околину. Са очигледном носталгијом је описивао „старе дане” и некадашњи живот у Врању (једна његова приповетка, објављена 1900, носи назив Стари дани). Станковић је и сам говорио да су његови ликови базирани на причама које је слушао и да је спајао више људских судбина у поједине ликове, да би постигао пуноћу и уметничку заокруженост. И поред свега, многи етнографски и фолклористички радови идентификују садржаје његових дела као неоспорну врањску традицију, као реалан опис живота у Врању на крају 19. и почетку 20. века.
О Станковићу је писао и Јован Скерлић у књизи Историја нове српске књижевности. Према Скерлићу, Станковић је више песник него приповедач, „више песник но огромна већина српских песника који су певали до данас”. Наводи да Станковић има својих мана и недостатака. Да је пре свега једнолик, доста уског видика, своди свет и људе на једно једино осећање, на љубав, и у свету види само љубавнике и љубавнице, севдалије и болнике од љубави. Његове приповетке су невезане, неразвијене, често без склада, епизоде су развијане на штету целине, описи гутају радњу, дијалог тежак и испресецан, често изгледа на муцање, синтакса је несигурна, општа писменост недовољна. Али, поред тих недостатака који се више тичу форме, Станковић има једну врлину која надокнађује за све: силан, елементарно, несвесно силан лирски темперамент. То је можда најјачи приповедачки таленат који је икада био у српској књижевности, наводи Скерлић.
Станковић је након доласка у Београд и константног неприхватања раних остварења био врло незадовољан. Посебно је ружна епизода о којој сведочи Милан Грол, у чланку Јубилеј Борисава Станковића објављеном у Српском књижевном гласнику из 1924: „Да се ослободи посла [рецензије Станковићеве збирке приповедака Из старог јеванђеља (1899)] у коме га ништа није привлачило, Скерлић умоли мене. Сећам се као данас тог бацања књиге из руку у руке једног мајског јутра у учионици Универзитета, уочи не знам ког испита.” Гролова рецензија је била позитивна, али је он у њој први описао Станковићеву синтаксу речју „муцава”, што се касније некритички преносило у бројним текстовима о његовом делу. Вероватно су текстови Борисава Станковића, све до великог успеха Нечисте крви 1910, својом необичном синтаксичком организацијом одбијали поборнике тзв. београдског стила. „Борин приповедачки дискурс, његов ’јужни стил’, ’врањански стил’, носи у себи тај напор да део речи дође до онога што не може да проговори“, наводи Јерков.
Станковић се није обазирао на критике. Једном приликом је рекао:
| „                                                     | До реализма сам дошао спонтано, не размишљајући о томе. У то време нисам знао шта је то натурализам, или идеализам. Ја сам човек који се не занима теоријама ни интелектуалним конструкцијама. Интелигенција не ствара уметничка дела, она може да разуме или да углача што осећаји створе. Моја концепција уметности је такође проста: једна уметност ако не покрене нека племенита осећања у вама, није уметност. Друго, треба да чини да заволите свога ближњег. | ” |
| — Борисав Станковић у интервјуу са Бранимиром Ћосићем | |   |

### Први књижевни рад
Бора Станковић је објавио први књижевни рад у часопису Голуб. То су биле две песме: Мајка на гробу свог јединца и Жеља. О свом почетку, Станковић је написао:
| „                          | Прве моје приповетке није хтео ниједан лист да штампа. Када је Андра Гавриловић покренуо своју Искру, први је он штампао две моје ствари. Не само то, него ме је позвао и ободрио на даљи рад. И обећао да ће за прву моју збирку приповедака написати предговор. Ја сам дао оглас и код Аце М. Станојевића, штампао прву моју збирку Из старог јеванђеља. За време купљења претплате, што год новца да сам добијао, ја сам давао г. Андри Гавриловићу, да он то чува, бојећи се да не потрошим, да бих имао чиме да платим када буде готова књига. Али, показало се оно старо правило, да је мој књижевни отац и писац предговора мојим приповеткама, као веома потребит, потрошио оно што сам му давао на чување (око стотину динара) а он обичан, прост штампар, Аца Станојевић, показа се већи поштовалац књижевности, јер ми уступи књиге на продају, да му после отплаћујем колико могу. | ” |
| — Борисав Станковић, 1919. | |   |

Модерна српска проза почела је да живи пуним животом у делу Борисава Станковића. Он је њен први велики реформатор, творац нове књижевне школе, зачетник симболистичког стила у српској приповеци. Стара приповедачка реченица затреперила је под његовим другачијим звуком, уздигла се у дотад недосегнуте висине, и допрла до језгра душевне галаксије модерног човека. У његовим прозама, реалистичка традиција се нагло прекида и оплемењује облицима и идејама које су својствене књижевним схватањима новог доба. Фолклорни реализам постаје привид, маска, голи оквир унутрашње драме.
Црте психолошког, поетског и симболичког реализма нове књижевне епохе налазиле су се тик испод површине чак и оних раних Станковићевих приповедака, у којима су се носталгично и сетно евоцирале дечје успомене на односе у патријархалној породици. Жал за младошћу као једна од битних идејних и естетских одредница Станковићеве прозе, схваћен је и дат као одлика личности, а не заједнице или друштва, као лични немир и лично проклетство појединца, неприлагођеног свету у коме се затекао, осуђеног да живи у супротности са најдубљим тежњама свог бића, маштања и зова крви. Жал за младошћу код Станковића је увек бол за изгубљеним, непроживљеним и промашеним.

### Нечиста крв
Роман Нечиста крв (1910) оцењује се као ремек-дело српске књижевности и као почетак модерне. Сâм Бора Станковић је слабо познавао књижевне теорије и правце, и имао је изразито негативан став према интелектуалним конструкцијама било које врсте. Он је врањски говор увео у књижевност, писао је тешко и споро, дубоко проживљавајући животне драме својих јунака. Говорио је да сваку своју приповетку одболује. Књижевни савременици Боре Станковића критиковали су његов језик и стил писања, наглашавајући да он није до краја усвојио стандардни српски језик, те да има проблема са конструкцијом реченице и синтаксом. Школовани на Западу или на продуктима западне културе, они су се дистанцирали или чак оштро нападали Станковићеву књижевност, означавајући је као неписмену и оријенталну, истичући при том своју „европску” супериорност над његовом оријенталном „заосталошћу”. С обзиром на оригиналност и високе уметничке домете књижевног дела Боре Станковића, он је окарактерисан као дивљи и сирови таленат, а његов стил – као „муцавост генија”. У оријенталистичком маниру обојену слику спољашњег изгледа Боре Станковића оставио је Велибор Глигорић, који је као млад уредник једног београдског часописа дошао по интервју код већ познатог писца:
| „                  | Преда мном је била глава типична за Југ, печалбарска, с дубоко утиснутим оријенталским печатом сировости, тврдоће и привидно опоре дивљине. Његово одело, иако ‘европско’, чинило ми се да је од врањског сукна, толико је његова везаност за земљу и толико су његово понашање, кретање и став према родбини и гостима били патријархални […] Градског интелектуалца нисам имао пред собом, већ сиротог човека из народа, али једног од оних изворних, аутентичних. | ” |
| — Велибор Глигорић | |   |

Како пише Скерлић, својим првим приповеткама Станковић је освојио себи једно од највећих места у савременој српској књижевности. У један мах, после првих успеха, пошто је изнео топла осећања и јаке утиске своје младости, мислило се да је казао све што је имао да каже, да не може да се обнавља и да излази из себе, да је испевао своју песму. Али он је сву ту бојазан разбио својим романом Нечиста крв, у коме се осетила неисцрпна снага његова, зрелији таленат, веће књижевно искуство, шире схватање књижевности, сигурнија рука. То није низ поређаних и слабо везаних слика, но широко схваћен и снажно изведен модеран роман, један од најбољих и најпотпунијих романа у српској књижевности. Проблем, физиолошка дегенерација једне старе богате породице, послужио је као предмет романа, али роман не вреди тим проблемом, који није довољно развијен, но обиљем живота, богатством типова, нарочито великом поезијом којом Станковић залива све што узме да ради.
Према његовој ћерки, Стани, Станковићева жена Ангелина помагала му је приликом израде романа. Најмање два или три пута, преписивала је ово велико дело, како би лакше у штампарији могли да прочитају. Није познато да ли је и она сама током писања додала и своје речи и мисли.
Роман Нечиста крв адаптиран је у истоимену ТВ серију. Од 4. децембра 2021. се премијерно приказивала на РТС 1.

### Коштана
Коштана је први пут објављена 1900. Исте године изведена је на сцени Народног позоришта у Београду. Станковић је текст више пута прерађивао, мењајући избор и распоред песама, тако да постоји већи број верзија. Коштана је једна од најчешће играних и најрадије гледаних комада у позориштима у Србији. Композитор Петар Коњовић транспоновао је текст Коштане у истоимену оперу, чије је прво извођење било 1931. у Загребу.
Драма Коштана била је нарочито популарна на позоришним сценама у Србији, a снимљено је и неколико филмова. Број песама у представама обично је знатно повећаван у односу на Борин текст. У филмовима и позоришним представама често се шематизовано, симплификовано и обликовано у оријенталистичке калупе приказују ликови и радња. У први план се стављају спољашњи ефекти: раскошна одећа, песма, игра..., а не драмски текст. И сâм Бора Станковић био је разочаран поставком Коштане у београдском Народном позоришту, јер је драма са трагичним судбинама постављена као весела позоришна игра. Он је био незадовољан и због тога што су актери на сцени били неадекватно одевени. О њиховим костимима је прокоментарисао да тако нешто никада није видео у Врању.
Поједине песме из Коштане доживљавају у периоду социјализма, нарочито 60-их и 70-их година 20. века, велику популарност, али и уметничку обраду и својеврсну цензуру. Оне бивају скраћиване, из њих се избацују, према тадашњим критеријумима, непожељни елементи, формулације, мање познати турцизми, стихови који опевају љубав младих различите вере… Оне се моделују тако да постану разумљивије широј публици, а опет да остану препознатљиво „врањанске”. Фолклорна друштва, која су у времену социјализма имала функцију симболизације и слављења прокламованог „братства и јединства”, приказују врањски крај кроз кореографију и костиме оријенталног типа. Оваква конструисана слика о Врању даље се потврђује до стварања потпуног стереотипа. У часописима и сличним публикацијама, о Врању се говори искључиво кроз синтагму „Борино Врање”. Уз све то, адаптације Бориних остварења у последњих петнаест година, рекламирајући се као „ново читање Боре Станковића”, уводе елементе којих уопште и нема у његовом делу, додатно егзотизујући Врање и додатно појачавајући стереотипе кроз које се оно посматра.
Његова Коштана је доживела велики успех и код књижевно образованих људи, којима се допала њена продирна и болна поезија „дерта”, „севдаха” и „жала за младост”, и код велике публике, која воли оно што је живописно и хучно у њој. То је велика љубавна песма чежње, страсти и туге, пуна носталгичне поезије босанских севдалинки, са нечим опојним и заносним што се хвата око срца и душе. Као драма, Коштана је слаба, јер је невешто писана, неповезана, али својим високим књижевним особинама, пароксизмом љубавне страсти, продирним речима и снажним акцентом, она је једна од најпоетичнијих ствари у српској књижевности, пише Јован Скерлић.
| „                   | Замерало ми се што сам оне типове назвао балканским а не српским. Ја признајем да сам од увек, а не тада, осећао да су у мојим радовима највише усредсређене опште карактерне црте људи и прилика Балкана. Јер да нема у њима нечега општега, балканскога а не сасвим провинциалног, врањског, као што једнако критичари наглашавају, откуда да се Коштани са истим одушевљењем и разумевањем, осећајући у њој нешто своје, рођено, пљеска како у Београду, тако и у Софији, Скопљу, Мостару, Сарајеву, па чак и у Сплиту? | ” |
| — Борисав Станковић | |   |

### Приказ ликова
Борисав Станковић је у свом књижевном раду опсесивно описивао и продубљивао тек неколике мотиве, оних о осујећеној љубави, жене или мушкарца, немогућности успињања по вертикали кастински уређене заједнице, ликовима са социјалне маргине, а све ово уз доследно приказивање егзистенције не као извора радости живљења, него као мучно трајање испуњено сталним удесима и злом коби. Свестан своје имагинативне аномалије, Станковић је често модификовао и трансформисао једне књижевне текстове у друге, било између блиских књижевних врста у оквиру истог књижевног рода (приповетка, роман) било између различитих књижевних родова (приповетка, драма). На овом месту треба поменути атипичну збирку кратких прича Божји људи (1902), иновативну на формалном плану не само унутар стваралаштва Борисава Станковића и српског реализма, него и у пољу читаве српске књижевности. Низ прозних минијатура у Божјим људима требало је да буде „резервоар” тема и мотива одакле би писац захватао и проширивао постојеће замисли, што је он делом и чинио, добар пример за овакво пишчево поступање је прерастање приче Парапута у драму Ташана.
Овде треба поменути још једну карактеристичну појаву у поетици Борисава Станковића, он је Увелу ружу, једну од својих првих приповедака, искористио као прототекст на основу којег је касније тематски засновао романе. Оба, са женског и мушког становишта, сведоче неостварену и/или осујећену љубав. Борисав Станковић је, попут многих наших и светских писаца, писао „једну књигу”. То је књига о осујећењу, о неиспуњености потенцијала ране младости, о немогућности да се живи у складу са сопственим прохтевима, нагонима и надама. Другим речима, књижевни јунаци Борисава Станковића књижевна су илустрација онога што је филозофија Хајдегера, Јасперса и Шелера назвала неаутентичном егзистенцијом (човека). Књижевни ликови у делима Борисава Станковића су ускраћени, незадовољни, поражени, чак убијени од живота. До дубоког увида у природу и смисао људског постојања у претежно непријатељски настројеном свету, Станковић није дошао рационалним рашчлањавањем етапа на животном путу својих литерарних јунака, већ једном пренаглашеном сензибилношћу, на граници с видовитошћу, која му је помогла да сагледа истину иза лажи појавног света.

#### Газда МладениСофка
Феномен трагичног и феномен жртве у Нечистој крви и Газди Младену је оно што спаја ова два романа. Ова два романа Борисава Станковића сматрају се комплементарним, у њима се паралелно одиграва убијање духовног живота једне жене и једног мушкарца, дакле човека. Али, иако судбине јунакиње Нечисте крви и јунака Газде Младена сведоче трагику и жртвовање, у њиховим судбинама и удесима постоји разлика која их индивидуализује и не дозвољава да се њихове егзистенције посматрају као лик и његов одраз у огледалу.
Читање прозних и драмских текстова Борисава Станковића открива једну необичну семантичку закономерност, која до сада зачудо није уочена, наиме, књижевни ликови по правилу имају само лична имена, док презимена која упућују на припадност породици нема. Ова појава је тим необичнија када се зна колико Станковић у књижевним делима посвећује пажњу брижљивом опису неговања фамилијарних односа, било у интими дома или на светковинама поводом породичних празника. Те породичне гозбе, најчешће крсна слава, Божић или Ускрс, одвијају се по веома строгом протоколу, у тој мери да се њихов опис скоро непромењен може транспоновати у неки етнолошки запис. Због свега тога, изостављање презимена, као ширег одређења појединца, не може бити случајно.

### Приказ Врања
До Борисава Станковића српска приповетка је била ограничена само на северне и западне крајеве Србије. Станковић први уводи у приповетку југоисточне крајеве, новоослобођене крајеве, део Старе Србије који је Србија ослободила 1877. и 1878. Он постаје песник тога новог, живописног и занимљивог егзотичног света, свога родног места Врања, у коме је провео детињство, из којег је изнео најјаче и неизгладиве успомене, и из кога, у своме приповедачком раду, не може да се помери. Он пише о тадашњем Врању, које се модернизује, него Врању „старих дана”, патријархалне људе, њихове уске појмове али срдачан живот. Он описује оно што је видео и осетио, врло често људе који су одиста постојали и догађаје који су се одиста десили, налазећи у једној полуисточњачкој паланци цео »очарани врт« љубави, преливајући то све великом поезијом свога срца, доказујући не речју већ делом да за правог песника нема баналности у животу.
У његовим описима врањског живота има врло много врањског, локалног, почев од занимљивог архаичног српског дијалекта па до старинских природа у којима се помешала источњачка чулност и словенска осећајност. Али у свему том реалистичном описивању једнога кута Србије, где се сачувало још много старинског и патријархалног, има врло много личног, импресионистичког, лирског. Станковић се не задовољава да слика спољни свет, но у своје дело и у своје личности уноси лично себе, једно јако носталгично осећање живота, плаховиту страст и болну чежњу. У свим тим приповеткама, где се бије борба између Истока и Запада, између личности и целине, страсти и морала, снова и јаве, поезије и прозе живота, у свим тим предметима којима је он умео дати величине и поезије, Станковић је увек присутан, са свом својом широком душом. Међу свима српским приповедачима нико није био субјективнији и поетичнији, нико није такав потпун импресиониста.
Процес конструисања идентитета Врања и Врањанаца помоћу слика и симбола повезаних са књижевним делом Боре Станковића кренуо је „споља”, од стране тадашње културне елите у земљи, да би онда био прихваћен и подржан продукцијом нових-старих слика „изнутра”, у самом Врању. Борино дело заинтересовало је и инспирисало многе истраживаче, уметнике и авантуристе да посете Врање, не би ли задовољили своју радозналост према ономе што су они доживели као Оријент, Другост, самим тим и – егзотичност, и тако обогатили своје стваралаштво.
Јављајући се у време када се млађа генерација све интензивније оријентише према западњачким узорима, остаје привржен реалистичким традицијама; дела су му прожета осећањем наклоности према патријархалном свету старе Србије. Описујући трагичне личности, јунаке који пропадају као „поетичне жртве љубави”, дао је упечатљиву слику завичајног Врања, раслојавање и дегенерацију старих трговачких породица, продирање сеоског елемента у град. Био је сликар страсних сукоба и носталгије за младошћу. Проза му је надахнута осећајем фатализма и источњачке чулности. Поред приповедака и романа окушао се и као драмски писац. Београдске прилике за време Првог светског рата описао је у мемоарском делу Под окупацијом. Ниједан његов рукопис није сачуван.

### Престанак бављења књижевношћу
Борисав Станковић престао је да пише након рата. У току Првог светског рата, био је у логору у Дервенти, а затим је пребачен у Београд, где је радио као новинар. Трауме из рата су веома утицале на њега и о свом престанку, причао је у интервјуу са Бранимиром Ћосићем:
| „                                                     | Шта ја имам да вам кажем? Што не идете код других? Ја не радим више, не штампам; живим повучено. Ствар је у овоме: ако човек не може да даје увек нешто боље и јаче него што је раније давао, најбоље је да не даје ништа. После, ви сте млади, ви то не можете разумети, али је по среди и рат. После ових грозота, како мора ономе који је видео сву несрећу и разумео је, који је видео крв, срушене вароши, помрлу децу, поубијане мужеве, упропашћене жене, како мора ономе да изгледа ништаван сав човеков напор. Каква уметност, каква књижевност! Шта она ту може да учини, како да оплемени оно што се не да оплеменити: искасапљене људе, просута црева, крв? А ми који смо били ту и видели не можемо да идемо даље и да пишемо о другоме: сва та грозота је присутна. Можда ћемо моћи да је се ослободимо за десетину година. Можда ћете ви млађи пронаћи у свему томе, тамо касније, инспирацију, али за нас, да се удаљимо од свега тога треба бар десет година... Не, свему томе је крив један рђаво схваћен национализам! Оно што се зове: бугарофилство, србофилство! А зашто? Чему? | ” |
| — Борисав Станковић у интервјуу са Бранимиром Ћосићем | |   |

## У популарној култури
- Бора под окупацијом, телевизијски филм заснован на биографији Борисава Станковића у режији Мишка Милојевића, а по сценарију Јована Радуловића, снимљен је 2007. у продукцији РТС-а.[40][41]
- Коштана, телевизијски филм из 1976. заснован на Станковићевом истоименом делу, у режији Славољуба Стефановића Равасија.
- Нечиста крв, телевизијски филм и серија, засновани су на истоименом роману Борисава Станковића.

### Књиге
- Мајка на гробу свога јединца, први објављени рад, песма. „Голуб“, 1. XI 1894.
- Из старог јеванђеља, Београд, 1899.
- Коштана, „Комад из врањског живота у четири чина с певањем“, Београд, 1902.
- Божји људи, Нови Сад, 1902.
- Стари дани, Београд, 1902.
- Коштана, Драмске приче, Сремски Карловци, 1905.
- Покојникова жена, Београд, 1907.
- Нечиста крв, Београд, 1910.
- Његова Белка, Београд, 1921.
- Драме. (Коштана. — Ташана. — Јовча. — Драматизација Нечисте крви), Београд, 1928.
- Газда Младен, 1928.
- Под окупацијом, Београд, 1929.
- Сабрана дела, I—II, Београд, „Просвета“, 1956.

### Приповетке
- Станоја (1898)
- Ђурђевдан (1898)
- Нушка (1899)
- Увела ружа (из дневника) (1899)
- У ноћи (1899)
- У виноградима (1899)
- Наш Божић (1900)
- Стари дани (1900)
- Бекче (1901)
- Таја (1901)
- Јовча (1901)
- Они (1901)
- Парапута (1902)
- Задушница (1902)
- Биљарица (1902)
- Станко „Чисто брашно“ (1902)
- Цопа (1902)
- Ч'а Михаило (1902)
- Јован (1902)
- Луди Стеван (1902)
- Љуба и Наза (1902)
- Покојникова жена (1902)
- Маце (1902)
- Манасије (1902)
- Марко (1902)
- Менко (1902)
- Митка (1902)
- Риста кријумчар (1905)
- Стари Василије (1906)
- Стеван Чукља (1906)
- Баба Стана (1907)
- Јово-то (1909)
- Мој земљак (1909)
- Тетка Злата (1909)
- Његова Белка (1920)